# Milicias de la CNT de Levante
Durante los primeros meses de la guerra civil española, en el bando republicano, los partidos políticos y los sindicatos formaron milicias populares con la intención de contrarrestar el golpe militar del 17-18 de julio. Entre otros participantes la central sindical Confederación Nacional del Trabajo (CNT) y los grupos anarquistas organizaron las llamadas milicias confederales. Estas predominaron en el Frente de Aragón (Zaragoza y Huesca), en el cerco a Málaga y en el Frente de Teruel. 
Las milicias que rodearon Teruel durante el mes de agosto de 1936 salieron de Castellón, Valencia y otras ciudades del Levante como Alcoy, Alicante o Cartagena. Y entre ellas, las más numerosas fueron las organizadas por la CNT. 
A diferencia de los futuros ejércitos republicanos de Aragón o del Centro (Madrid y alrededores), la CNT no tendría gran influencia a raíz de la militarización. Al ser Valencia el lugar elegido por el Gobierno republicano como sede nacional, el Estado republicano se reconstruiría desde allí, asfixiando todo intento de autogobierno. 

## La CNT en Levante durante la República
La costa del Mediterráneo siempre fue una tierra en la que las ideas anarquistas habían tenido más arraigo. Prácticamente desde los tiempos de la I Internacional el anarquismo había confluido con el movimiento obrero en las ciudades y pueblos valencianos y murcianos. Existieron numerosas sociedades obreras de cariz anarquista hasta la creación de la CNT en 1910. En 1920 se crearía la llamada Regional de Levante de la CNT que además de Castellón, Valencia y Alicante englobaría a Murcia y Albacete. Así estaría configurada la CNT levantina hasta la Guerra Civil de 1936. 
En 1931, la CNT llega al Congreso de Madrid con más de 100.000 afiliados, siendo la tercera confederación regional más fuerte de la CNT, detrás de Cataluña y Andalucía. Aunque el anarquismo valenciano estaba bajo mínimos tras años de dictadura, pronto lograron reorganizarse rápidamente en torno a la CNT. Los anarquistas de Valencia estaban organizados en torno al Ateneo de Divulgación Anarquista. Sin embargo, en la CNT valenciana predominaba la corriente moderada que más tarde se denominaría treintista, liderada por Juan López, después ministro en la Guerra Civil. Saludaban la República como un acto revolucionario, conseguido por las masas, una conquista del pueblo y se proponían ayudar a consolidarla adoptando una postura constructiva. Su idea era reestructurar la CNT y organizarla en tanto sindicato, dotándola de Federaciones de Industria. 
Esta tendencia era opuesta a la anarquista, que pronto se organizó en torno a la FAI. En 1931 Progreso Fernández era su figura más destacada. Entonces la República no había tenido tiempo de consolidarse. España acababa de salir de una dictadura de 7 años. Se estaba pidiendo la disolución de la Guardia Civil, el ejército estaba revuelto, los campesinos querían una reforma agraria inmediata, los obreros de las ciudades exigían mejoras sociales... Los anarquistas veían en ello una oportunidad histórica para caminar hacia la revolución. Y en lugar de consolidar la República buscarían ir hacia su destrucción. El ejemplo lo sacaban de Rusia, que en cuanto cayó el régimen zarista en febrero de 1917, los bolcheviques atacaron sin piedad al gobierno sucesor de Kerensky hasta lograr la revolución en octubre de 1917. No había que dejar consolidarse a un gobierno burgués. 
Estas dos posturas chocarían fuertemente durante los siguientes meses. Los anarquistas (o faístas; de la FAI) tendrían más partidarios en los pueblos, especialmente en los pueblos campesinos de la región, mientras que los treintistas serían mayoritarios en Valencia y en las industrias. El punto de fricción más fuerte fue la llamada trabazón FAI-CNT. Esta tenía su origen en los comités pro-presos. En el año 1931 cada huelga terminaba con numerosos heridos y detenidos. Cuando se enviaba a prisión a los hueguistas los sindicatos se encargaban de su defensa legal y de apoyar a la familia del detenido. Pero como en muchas ocasiones los presos lo eran por sus ideas anarquistas, la FAI quiso que el comité fuera paritario entre las dos organizaciones. Esto venía siendo así desde 1928. Desde los sindicatos treintistas se veía como una intromisión en los asuntos internos de la organización. Pero conforme pasaba 1932 las detenciones fueron tantas que la organización quedó prácticamente sin recursos económicos para atenderlos. 
El desenlace fue la escisión de los treintistas. Ésta tuvo lugar en el Congreso Regional de sindicatos de Alcoy, del 29 de septiembre al 2 de octubre de 1932. En este congreso ambas posturas chocaron fuertemente, y a pesar de que los anarquistas y cenetistas presentes de otras regionales intentaron calmar los ánimos, a finales de año el Sindicato de Agua, Gas y Electricidad de Valencia dejaría de pagar el sello confederal (las cuotas a la CNT) mientras estuviera la FAI en los comités pro-presos. Pocos días después lo seguirían otros sindicatos (Madera, Transportes, Vidrio, Petróleos, Mercantil, Toneleros, Pescadores...). Con esta medida incumplían un acuerdo de la Confederación y se colocaban fuera de la CNT. Fueron llamados los Sindicatos de Oposición. Se les calcula hasta 25.000 afiliados para el Levante. Sin embargo, a pesar de quedar sin rivales, la facción anarquista tampoco lograría reponerse. La mayoría de sus militantes más destacados estaban en la cárcel. Así que durante 1933, y hasta 1936, la CNT levantina quedaría prácticamente en cuadro.
En febrero de 1936 en medio de un clima de unidad, el Frente Popular gana las elecciones de la República. Se habían limado las asperezas entre ambos sectores libertarios. También se había llegado a algún entendimiento con los socialistas tras la Huelga General de 1934 y se había creado la Alianza Obrera en Valencia. Los socialistas tenían la idea de que la República les había fallado y que era necesaria una medida revolucionaria para evitar que España acabara en manos del fascismo. Para los anarquistas la victoria del Frente Popular significó la liberación de numerosos presos, muchos de ellos significados. A raíz de su libertad muchos grupos anarquistas comenzaron a operar de nuevo. 
En mayo de 1936 tuvo lugar el Congreso de Zaragoza, en donde se acabó con la escisión y los treintistas volvieron a reintegrarse en la CNT. En este congreso la Regional levantina da la cifra de 75.000 afiliados, siendo 100.000 para julio.

## El levantamiento militar
A finales de junio, la CNT organiza un Comité de Defensa Confederal. Se apoyaba en el Sindicato de la Construcción, que estaba dominado por los anarquistas de acción del grupo Nosotros (los hermanos Pellicer, Segarra, Raimundo Jiménez, etc.). El grupo Nosotros estaba muy ligado al Comité de Defensa, a las Juventudes Libertarias y al Sindicato de la Construcción. El comité se encargaba de coordinar a los cuadros de defensa que se organizaban en los sindicatos. Sin embargo estaban muy mal armados, apenas tenían pistolas y alguna escopeta. Los sindicatos de la construcción solían estar dominados por la facción anarquista en casi todas las ciudades. Esto se debía a que la construcción era el trabajo más común entre los obreros que se quedaban en paro y tenían que compaginar trabajos ocasionales con largas estancias en paro. Como los anarquistas solían ser despedidos más a menudo que los otros trabajadores, en muchas ocasiones acababan en las obras de la construcción, que era donde finalmente desarrollaban su actividad sindical.

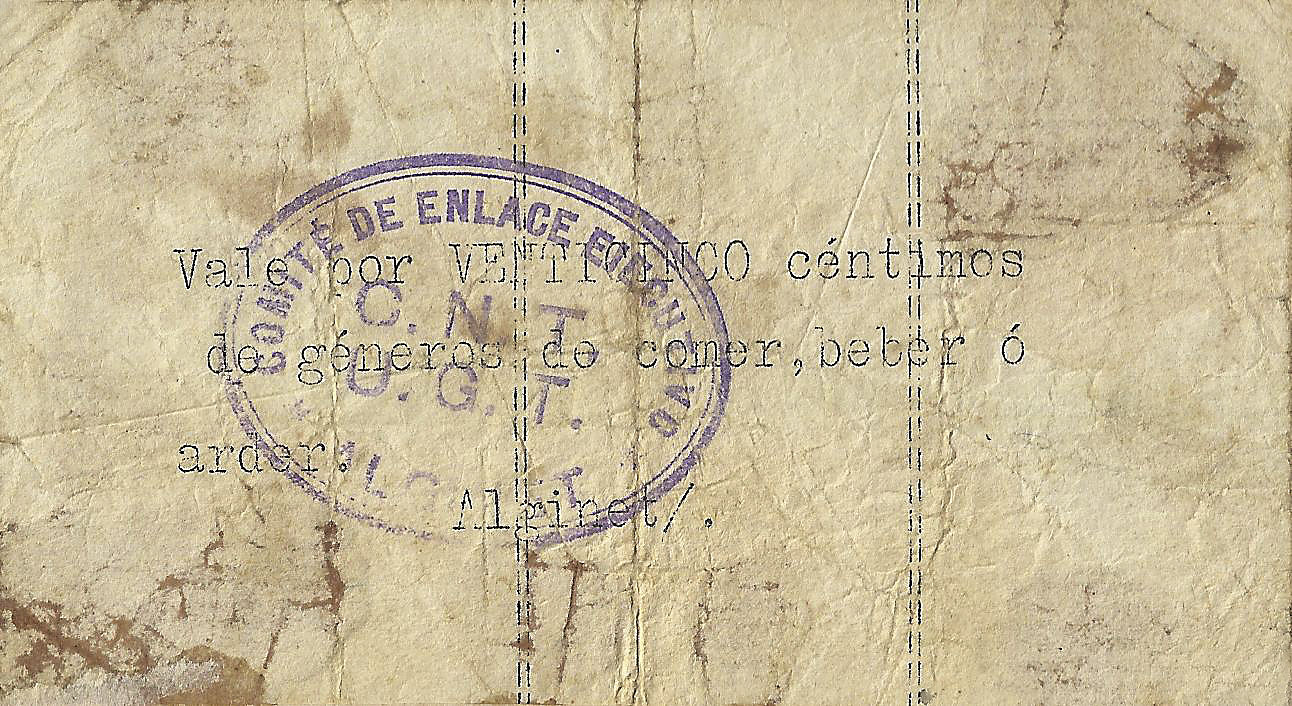
Moneda local republicana. Comité de Enlace Ejecutivo CNT-UGT (Alginet, Valencia)

Los preparativos del golpe no eran un secreto para nadie. Días antes del golpe militar un grupo de falangistas ocupó Unión Radio y lanzó una proclama. Tras conocerse la sublevación de Melilla, y los sucesos del 18 de julio (el levantamiento en Andalucía), para el 19, los sindicatos UGT y CNT convocan a la huelga general indefinida y forman un comité de huelga UGT-CNT. El grupo Nosotros asalta dos armerías y entran en el convento de los dominicos buscando armas (cosa que no era muy rara en las iglesias de la época). El Sindicato de la Construcción ocupa el Seminario de Santo Tomás y lo utilizará como sede a partir de entonces. El Frente Popular convoca una manifestación masiva en la Plaza Castelar. Por la noche algunos soldados cachean a los civiles en busca de armas, cosa que produce tensiones. 
Los partidos del Frente Popular constituyeron la noche del 18 al 19 de julio el Comité Ejecutivo Popular de Valencia (CEP), y éste comenzó a realizar gestiones con el jefe militar de la III División Militar, Martínez Monje. Éste mantenía una actitud ambigua hacia la República y no se terminaba de posicionar claramente. Aseguraba su lealtad republicana pero quería que cesara la huelga. Decidió acuartelar la tropa, lo que acrecentó aún más las dudas. 
El 21 aún no habían depuesto los militar las armas, así que la ira popular derivó hacia las iglesias, a pesar del CEP (la autoridad en esos momentos). El gobierno envió entonces una Junta Delegada, a cargo del diputado republicano Diego Martínez Barrio, que lo primero que hizo fue solicitar el fin de la huelga, logrando la desconfianza de los sindicatos. Recibió el apoyo de los comunistas y del partido de Azaña. Pero los socialistas y los anarquistas se opusieron en firme. El 23 ambos sindicatos constituyeron un Comité de Huelga Unificado para tratar con el desabastecimiento que comenzaba a padecerse en Valencia. Al mismo tiempo cedían la dirección de la lucha militar al CEP, que encargó al capitán de la Guardia civil Manuel Uribarri la formación de milicias. Hay que decir que en la CNT la posición treintista volvió a ganar fuerza y una vez más se estaban haciendo con la Federación Local de Valencia. Domingo Torres y Juan López eran sus representantes más significativos. 
En esos momentos en Valencia comenzaba a vivirse una revolución. Los sindicatos estaban incautando locales, formando grupos de milicianos y requisando todos los automóviles. Se generalizó la formación de comités de fábrica. En los pueblos estos comités lo controlaban todo y estaban dispuestos a enviar a la capital combatientes contra los fascistas. 
El día 24 llegan a Valencia dos barcos desde Barcelona que traían fusiles. Los obreros del puerto confraternizaron rápidamente con los marineros y creció el entusiasmo. Pronto se controló la situación en Albacete, que un grupo de guardias y milicianos de Alicante, Murcia y Cartagena tomaron el 25. También se controló la base aérea de San Javier. Alicante fue neutralizado. En Alcoy los anarquistas asaltaron en cuartel de infantería con armas de Valencia. 
Mientras tanto Uribarry estaba instruyendo a los voluntarios en la plaza de toros. Y la Junta Delegada envió los primeros batallones a los frentes. El día 22 salió un convoy para Madrid y el 24 una columna mixta (llamada Columna Casas Sala o también Columna Fernández-Bujanda) de voluntarios y guardias civiles para Castellón que luego se dirigiría a Teruel. En estos momentos funcionaban tres poderes en Valencia: la Junta Delegada, el CEP y el comité de huelga. 
En Paterna los soldados, instigados por el sargento Fabra, tomaron el cuartel de ingenieros, acabando con los oficiales rebeldes. Pero la columna que iba a Teruel fue traicionada por los guardias civiles. En contra de los consejos del CEP, la proporción de guardias y paisanos era de 1 a 2, lo que en un momento dado hizo que los primeros les tendieran una emboscada a los segundos, matando a más de 40 milicianos y llevándose a Teruel para ser ejecutados a los jefes y a otros voluntarios. Por otra parte, Martínez Monje radiaba un mensaje anunciando su adhesión a la República. Por tanto los obreros de la CNT supieron que había llegado su hora y en cuanto se abrieron los cuarteles entraron apoderándose de bastantes armas. 
El día 1, los oficiales de los cuarteles de la Alameda se negaron a partir hacia Madrid, como había acordado Martínez Monje. Así que por la noche se concentraron numerosos obreros en los alrededores y comenzó un tiroteo desde el cuartel. A las 6 de la mañana los soldados abrieron las puertas y se pasaron al bando popular señalando ellos mismos a los oficiales fascistas, que quedaron a disposición del Comité de Defensa. Estos militares fueron llevados a un barco que sirvió de prisión. Del asalto a los cuarteles se consiguieron unos 2.500 mosquetones y unos 3.000 fusiles, que con los que llegaron de Barcelona y luego de Madrid, sería todo el armamento que recibirían las milicias valencianas. El Comité de Defensa de la CNT se apropió del convento de Las Salesas que serviría de aquí en adelante de cuartel. El cuartel de Alcoy sería tomado al día siguiente. También se liberarían los presos de la cárcel de San Miguel de los Reyes. La huelga continuaría unos días más y la Junta Delegada del gobierno central abandonaría Valencia el 4 de agosto, aclarándose definitivamente la situación de poder.

## La creación del Frente de Teruel
En el cuartel de Las Salesas se irían reuniendo los milicianos de la CNT. En cuatro días pasaron unos 1.500 hombres y varias docenas de mujeres. Se la conocía en estos días como La Columna de los Grupos de Defensa. Los grupos del puerto fueron a la plaza de toros, para ir encuadrarse para ir a Teruel. Pero no había armas suficientes, lo que ocasionó la restricción de nuevos voluntarios, que provocó problemas. No había cañones ni ametralladoras, solamente fusiles y escopetas. 
La primera columna que se lanzó sobre Teruel, es la mencionada Casas Sala. Estaba dirigida por el coronel de carabineros Fernández Bujanda, el capitán Luis Sierra y el teniente Joaquín Oset Merlo. Estaba nominalmente al mando el diputado socialista de Castellón, Francisco Casas Sala. La integraban unos mil milicianos, sobre todo socialistas, algunos carabineros y más de 400 guardias civiles. Partieron de Sagunto por la carretera hacia Teruel. Se desoyeron los consejos del Comité Ejecutivo Popular y la columna partió con una proporción milicianos/guardias de 2 a 1, cuando lo recomendado era 4 a 1. El 30 de julio llegan a La Puebla de Valverde y por la noche los guardias civiles se hacen con el control asesinando a 40 milicianos y llevándose como rehenes a otros tantos y a los líderes de la columna. Fueron estos guardias los que formarían el grueso de los rebeldes en Teruel hasta que recibieron refuerzos en septiembre. Con este fracaso la Junta Delegada del Gobierno había quedado totalmente desacreditada ante los valencianos. 
Desde la carretera de Madrid a Zaragoza, las fuerzas del cenetista Cipriano Mera intentaron aproximarse a Teruel el día 28 de julio. Sin embargo, en Orihuela del Tremedal se enzarzaron en un combate que duró bastantes horas y que les obligó a replegarse. Otro intento diferente de tomar Teruel vino de Tarragona desde donde salió la pequeña columna Peñalver, por la zona Muniesa-Moyuela. El 3 de agosto fue detenida por el comandante Aguado que salió de Teruel con algunos guardias. Estas dos columnas posteriormente formarían el enlace entre el frente de Teruel y los frentes de Madrid, la primera, y de Aragón, la segunda.
Entretanto corrieron rumores de que en Sagunto había armas, y hacía allí fueron unos 150 milicianos con Rafael Martí (alias Pancho Villa) a la cabeza (había venido con un grupo de Alcoy) el día 7 de agosto. Amenazaron con asaltar el cuartel de la guardia civil y recibieron algunos fusiles. Salieron ese mismo día hacia Teruel. Poco tiempo después un centenar de anarquistas de Sagunto les seguiría. Eran metalúrgicos y portuarios y entre ellos estaban Rufino Rodríguez, Dimas Ordóñez, Jorge Valero e Hipólito Delgado. Llegaron hasta Sarrión el día 8 de agosto. Allí se fueron juntando desorganizadamente diferentes grupos hasta alcanzar 400 milicianos. El 9 de agosto tendrían el primer combate en Mora de Rubielos, a unos 25-30 kilómetros de Teruel. 
A la vez saldría de Valencia una columna de unos 500-600 milicianos dirigidos por el grupo Nosotros (José Pellicer) y algunos militares. Llegaron a Barracas por tren y a Sarrión en autobuses. Hacia el 12 de agosto la columna ya estaba desplegada, y fue cuando tuvo su primer combate. Se cree que el nombre de Columna de Hierro surgió en una de las reuniones de los distintos grupos en Sarrión, refiriéndose a metalúrgicos del Puerto de Sagunto. En aquel tiempo el puerto quería constituir un municipio propio independiente de Sagunto, llamado Puerto de Hierro. Como gustó el nombre enseguida fue adoptado por todos. En los consiguientes combates del mes de agosto la columna llegó hasta el Puerto Escandón, habiendo tomado La Puebla de Valverde.
Siguiendo a esta columna, el CEP nombra al teniente de artillería José Benedito como encargado de formar una columna que iría hacia Teruel. En esos momentos la Columna de Hierro aún seguía siendo un conjunto poco organizado de unidades y no constituían una columna sólida. Partió el 18 de agosto desde Castellón. Como delegado político iría el sindicalista Domingo Torres, de la facción treintista de la CNT. Sería conocida como primera valenciana o más común, columna Torres-Benedito. Avanzó desde Mora de Rubielos hasta Corbalán, el 22 de agosto. Estaban a 19 km de Teruel. Estaba dividida en Divisiones (batallones). No era una columna enteramente de la CNT puesto que había un batallón socialista (División Pitarch, luego Lenin). Otras divisiones fueron la Malatesta, la Francisco Arín, la Gandía, la Castellón... 
Para completar el panorama, hacia el 20 de agosto es organizada una nueva columna, al mando del diputado comunista José Antonio Uribes, asesorada por el comandante Pérez Martínez. Avanzó por el Turia y se apoderó el día 21 de agosto de Villel, a 16 km al sur de Teruel. 
Hacia principios de octubre el Frente de Teruel estaba compuesto de esta manera:
- Columna Peire. Comandada por el teniente coronel Primitivo Peire, que se sitúa en Alfambra y lleva unos 700 hombres, una batería y 8 ametralladoras.
- Columna de Hierro. Situada al sudeste de Castralbo. Fuerzas regulares, 600 hombres; milicianos 1.600. Total 2.200, una batería, dos ametralladoras, cinco morteros de 81, dos de 50 y dos blindados.
- Columna Torres-Benedito. Comandada por el coronel Velasco Echave. Desplegada desde Muletón hasta Valdecebro. Fuerzas regulares, 800 hombres; milicianos, 1.800. Total, 2.600. Una batería, 16 ametralladoras, dos morteros de 81, dos del 50, tres blindados.
- Columna Eixea-Uribe. Desplegada en la línea Cubla-Villel-Bezas. Fuerzas regulares, 800 hombres; milicianos, 2.500; total, 3.050. Una batería, dos ametralladoras, cinco morteros de 81, dos de 50 y tres blindados.

En frente, en el bando nacional, había más de 4.000 defensores al mando del general Ponte como jefe de división y del coronel Muñoz Castellanos como comandante militar. Además había otra columna móvil formada por unos 1.835 hombres al mando del teniente coronel Galera. Tenían dos secciones de baterías de 75 y otras dos de 105.
Según el Ministerio de guerra había el 5 de septiembre unos 5.500 hombres, siendo unos 3.600 milicianos, y el resto soldados y guardias. Sin embargo, los milicianos muchas veces no se inscribían en las listas del ministerio, especialmente los anarquistas, por lo que la cuenta probablemente sea superior. La cifra de 8.550 hombres en el frente de Teruel organizados en 4 columnas se corresponde al recuento del 15 de octubre. Para el 25 del mismo mes se reconocen 10.430, entre ellos 6.837 milicianos.
La Columna Peire no salió hacia el frente hasta finales de septiembre y principios de octubre. Se componía de 700 soldados aunque se le añadieron bastantes milicianos del POUM, de Esquerra Republicana y comunistas. Fue una columna políticamente próxima al POUM, y sus milicianos también llevaron a cabo colectivizaciones en los pueblos en los que se instalaron. A finales de año, la columna tenía unos 2.000 efectivos, más otros 1.100 voluntarios instalados en Xèrica. Más tarde el mando se le entregaría al comandante Serrano, siendo conocida luego como Columna Serrano, que daría pie al control de la columna por parte de los comunistas.
La Columna Eixea-Uribe también se completa definitivamente en octubre. Estaría organizada ya en septiembre en batallones: el Juan Marco, con 468 milicianos; el Uribes (que fueron las milicias que salieron en agosto), con 515; el Germanía, con 554; el Pablo Iglesias, con 383; y el Valencia, con 718. Estaría formada con militantes de la UGT, comunistas y socialistas, pero pronto estaría bajo la influencia de los comunistas. El Juan Marco participaría en la batalla de Málaga.

## Las columnas milicianas de la CNT
Como hemos visto el CEP estaba al mando de la guerra en Valencia, y poco a poco, en todo el Levante. Comenzó organizando la columna Torres-Benedito, la de Uribarri y la Uribes. La Columna de Hierro, no obstante, se había organizado al margen del CEP. En septiembre la situación se había aclarado bastante, y el frente que preocupaba era únicamente el de Teruel. Por ello se da la creación de la columna Peire y el refuerzo de la Uribes, que se conocerá a partir de entonces como la columna Eixea-Uribes. 
El 16 de septiembre en Valencia se crea la Guardia Popular Antifascista, que rápidamente se le conocerá popularmente como la guapa, para hacerse cargo del orden público. Vendría a sustituir a la Guardia de Asalto en la ciudad. Estaría compuesta por militantes de los partidos antifascistas y de los sindicatos. Se compondrían en secciones de 14 hombres cada una. Cada 4 secciones estarían comandadas por un militar. Estaría comandada por el secretario de Orden Público del CEP, el socialista comandante Navacerrada. Esta guardia enseguida tendría enfrentamientos con los revolucionarios de Valencia. Aunque por su formación la GPA fuera parecida a las Patrullas de Control en Barcelona, al estar en Valencia el orden público en manos de un militar socialista el resultado será totalmente diferente. Las Patrullas de control barcelonesas no estarían encuadradas militarmente, tampoco.
Mientras que las columnas existentes en Teruel quedan inmóviles por falta de munición, se van formando nuevas unidades. La Torres-Benedito ataca Teruel por el norte, logrando tomar Tortajada y el Muletón. En el espacio que deja libre se colocará la Columna CNT nº 13. Esta unidad había sido organizada en Valencia por el cenetista Santiago Tronchoni en septiembre. Tronchoni había estado en la Columna de Hierro, pero había sido herido en el frente. Estando convaleciente organizó esta columna, que contaría en principio con 900 milicianos. A finales de noviembre esta unidad ya tendría 1.200. 
En octubre se formaría una nueva columna anarquista, la Columna Iberia, formada en la retaguardia por militantes de las Juventudes Libertarias y de la FAI. Formaban su Comité de Guerra (el Estado Mayor en las columnas anarquistas), Modesto Mameli, José Padilla, Miguel Blasco, y Segarreta. Eran todos de la FAI y habían sido expulsados de la Columna de Hierro por diferentes motivos. Solicitarían ir a Madrid, que en aquellos momentos estaba siendo atacada, pero no se les autorizó. Quedó formada por unos 1000 milicianos y otros 700 que estaban en sus domicilios a la espera de ser llamados. 
Pero de Madrid llegó en octubre al frente de Teruel la Columna del Rosal. La integran 8 centurias de la columna Tierra y Libertad, el batallón Mora con 650 hombres, el batallón Juvenil Libertario con otros 650, el batallón Orobón Fernández con 600, y el batallón Ferrer con otros tantos. En total 3.200 combatientes. Estaba comandado por el teniente coronel Del Rosal y con Cipriano Mera de delegado de milicias, el jefe del Estado mayor era el cenetista Antonio Verardini. La columna participó en acciones en la sierra de Albarracín, aunque sin poder tomar Teruel. Pasará todo el mes de octubre en este frente. Una parte de la columna (1.000 hombres) volverá a Madrid cuando ésta es cercada por las tropas franquistas. El resto seguirá en Teruel. 
Otra unidad surgida a raíz de la Columna de Hierro fue la llamada División Malatesta. El término División en las columnas de Levante, equivalía a batallón. Se componía de 5 centurias. El origen de esta escisión fue que la División de Hierro, dentro de la Columna de Hierro, comenzó a chocar políticamente con la dirección de la columna (los hermanos Pellicer). Se hizo eco de los bulos que corrían sobre la columna en la retaguardia, en la que cualquier fechoría era endosada a la Columna. La División Malatesta pasaría a la columna Torres-Benedito. 
La Columna Temple y Rebeldía fue otra columna de la CNT, formada a mediados de diciembre por campesinos de los pueblos valencianos. Fue llamada así por una pieza teatral escrita por Ernesto Ordaz Juan en honor a la FAI. Se ubicaban en el cuartel de la Guardia Civil de Burjasot. Tenía alrededor de mil alistados pero nunca pudo entrar en combate hasta que fue militarizada. 
El batallón Jaime Cubedo estaba formado a partir de voluntarios pertenecientes al Partido Sindicalista, afiliados a la CNT. Fue asignado a la Torres-Benedito. En Asturias hubo otro batallón sindicalista llamado Cubedo. Jaime Cubedo fue diputado por Zaragoza del Partido Sindicalista. 
La última unidad de la CNT fue la llamada Columna Confederal nº2. También se la conoció como Primera Columna Confederal, y sustituyó en el frente a la Columna de Hierro en marzo de 1937, cuando ésta bajó a la retaguardia a descansar. Su armamento fue el que dejaba la columna de Hierro. Se militarizaría en el mismo frente el 1 de abril. 
En tanto a las demás fuerzas políticas en Teruel se añadieron a las milicias la llamada Columna Chola, que fue creada por la Delegación de Milicias del CEP en noviembre de 1936, a instancias de la División Valenciana (salida de la columna comunista Eixea-Uribes) y de un militar profesional que había perdido a una hija (enfermera en Sigüenza) a manos de las tropas franquistas, y que quería rendirle homenaje promoviendo una columna con su nombre familiar. Apenas intervino en acciones militares como columna autónoma, porque a finales de diciembre el Gobierno Republicano prácticamente controlaba ya la dirección militar de este frente, y estaba decidido a su militarización.
Otras unidades que llegaron al frente fueron la 22.ª Brigada Mixta, del comunista Francisco Galán y la XIII Brigada Internacional. En esta brigada internacional, el trato dado a sus tropas por parte de su comandante, y su empleo como carne de cañón en las batallas, provocó que en diciembre, lo que quedaba del batallón Louise Michel (compuesto de franceses y belgas) se uniera a la Columna de Hierro. Formarían la centuria Internacional. Los jefes de la brigada internacional considerarían a estos como desertores, como si se hubieran pasado al enemigo.
En diciembre habría ya alrededor de 20.000 combatientes en el frente de Teruel, siendo cercanos al 55% los que pertenecían a la CNT.

## Levantinos en otros frentes
No solo dedicaron sus esfuerzos las milicias de Levante a Teruel. También participaron en otros frentes. Ya hemos dicho que el 22 de julio salió un convoy de Guardias de Asalto y voluntarios hacia Madrid. También que el 24 salió la columna Casas Sala hacia Teruel, pero que fue destruida. De los supervivientes de esta columna, tras un periodo de descanso y reorganización en Castellón, se formaría el Batallón Matteotti, de tendencia socialista. Sería enviando al frente de Madrid en octubre. El periodista y comisario político del Batallón Matteotti, José Santacreu, y el compositor Abel Mus escribieron en himno del batallón. También el 25 de julio se toma Albacete, que tenía una importante guarnición de guardias civiles pero que estaba aislada de otros focos sublevados, por lo que su caída parecía inevitable. 
Un día antes de la partida de las primeras unidades de lo que sería la Columna de Hierro (el 7 de agosto), saldría de Valencia una unidad comandada por Manuel Uribarri, la luego conocida como Columna Fantasma. Era una columna mixta entre guardias de asalto, carabineros y voluntarios (bastantes de la CNT). Esta columna de 300 hombres participaría por su propia iniciativa, sin coordinarse con nadie, en la conquista de las Islas Baleares. Tomaron el día 8 la isla de Formentera, sin apenas oposición armada. Enseguida Uribarri se puso a disposición de Alberto Bayo, que dirigía la operación y que habían tomado la isla de Ibiza. Sin embargo, ambos militares chocaron, lo que llevó a Uribarri a abandonar las islas y volver a Valencia con sus hombres. Allí fue reasignado a Extremadura donde, al mando ya de más de 1.000 hombres, tomó Alía (provincia de Cáceres) el 19 de agosto en su avance hacia Guadalupe. Los Milicianos de Uribarri desertaron en masa ante el contraataque de las fuerzas de la columna Castejón, y la columna tuvo que retirarse hasta El Puente del Arzobispo. La columna siguió durante septiembre y octubre por los frentes del Guadiana y el Tajo, recibiendo nuevos reclutas. Con efectivos de la columna se formaron las brigadas 46 y 109 del Ejército Republicano.
Las primeras milicias de importancia salieron hacia Córdoba a mediados de agosto. Estaban dirigidas por el general Miaja, que llegó al mando de unas tropas desde Albacete. Se juntaron unos 4.000 hombres para tomar Córdoba. Entre ellas había un batallón de la CNT de Levante, que se le conocería como Batallón Alcoy, así como soldados de Castellón. El día 20 de agosto se aproximan a la ciudad andaluza rodeándola en una tenaza de 5 columnas desde varias direcciones. Los alicantinos irían encuadrados en la Agrupación Pérez Salas (dirigida por Joaquín Pérez Salas). El ataque se detuvo a 8 km de la ciudad. Aunque otra columna llegó a 6 km al Cerro Muriano, donde el célebre fotógrafo Robert Capa capturaría la muerte del anarquista Federico Borrell, entonces secretario de las Juventudes Libertarias de Alcoy. La foto dio la vuelta al mundo caracterizando la guerra civil española, y los horrores de la guerra, desde entonces. El batallón Alcoy resultaría casi destruido en la batalla y tuvo que recomponerse. El fracaso de la operación puso en evidencia las deficiencias de las fuerzas republicanas en la zona, situación que sería aprovechada por las tropas sublevadas unas semanas después.
Desde Alicante se organizaría la Columna Maroto. Estaba comandada por el anarquista granadino Francisco Maroto del Ojo, que residía en Alicante en 1936. Salieron unos 270 milicianos de la ciudad el día 7 de agosto, aunque en septiembre de 1936 ya eran más de 1.000. La columna juntó a los llegados de Alicante con los huidos de Granada, así como voluntarios de los pueblos andaluces y murcianos. Fue un símbolo de la Revolución libertaria en tierras andaluzas y por ello atacada y difamada por socialistas y comunistas. Con la militarización sería la 147 brigada mixta. 
De Alicante, Murcia y Cartagena saldrían para reforzar Madrid, durante noviembre de 1936, los llamados Batallones Espartacus, de la CNT. Fueron cuatro y entraron en acción en diciembre. Darían lugar a la 77 Brigada Mixta.
Para el Quinto Regimiento que combatía en Madrid se formarían la Compañía "Juanita Rico" procedente de Yecla (Murcia), la Columna Alicante (compuesta por los batallones Alicante y Elche, de estas ciudades), el Tigres Rojos de Elche, y el Voluntarios de Murcia; hacia los frentes de Granada irían el batallón Fernando Condés y el Matías García de Cartagena.

## La Revolución en Levante
Al ser derrotados los militares sublevados, se produce una inmediata explosión de júbilo colectivo en la zona republicana. Son derrotadas las derechas, y no solo los militares y los fascistas. Se subvierten los roles hasta entonces establecidos en España y los que hasta entonces habían estado en condiciones precarias ven su oportunidad para desquitarse. En las ciudades industriales valencias y murcianas se comienzan a incautar las empresas pertenecientes a los fascistas huidos. 
Carentes de un sistema de coacción - ya que el ejército se ha sublevado y tienen que construir otro casi desde cero y las fuerzas policiales, aunque están presentes se ven impotentes y deslegitimadas ante el empuje popular - los partidos republicanos que forman el Frente Popular no logran que las aguas vuelvan a su cauce. La Huelga General convocada por los sindicatos sigue durante semanas, hasta la primera semana de agosto. Incluso entonces muchos trabajadores ya no vuelven al trabajo. Y si lo hacen es tomando el control de la empresa. Se forman numerosos comités de fábrica que gestionan las empresas a partir de entonces. También se van colectivizando y socializando la industria, la pesca y, progresivamente, la agricultura. 
En tanto a la CNT, ésta es tomada por sorpresa por el levantamiento militar. No tenían una estrategia a seguir en Levante. Recordemos que la CNT acababa de resolver su escisión en mayo de 1936, y que los comités, aunque estaban formados, no tenían mucho rodaje. La CNT pronto fue reconducida por la facción treintista, moderada y sindicalista, que pronto aceptó la política de colaboración con las demás fuerzas antifascistas. A raíz de la Alianza Obrera, en Valencia había un buen entendimiento con la UGT. Tanto fue así que durante el mes de agosto el periódico Las Provincias fue sustituido por el del comité de huelga de la ciudad, el UGT-CNT. Aunque más tarde cada organización sacaría el suyo. Los libertarios publicarían Fragua Social, que a partir de entonces sería su portavoz en Levante. 
El predominio del sector sindicalista en la CNT valenciana hizo que se entendieran bien con los republicanos y los socialistas. En cuanto se constituyó el Comité Ejecutivo Popular (CEP), los libertarios le cedieron la iniciativa en el aspecto militar. Así pues, el CEP, con el beneplácito de los sindicalistas, comenzó a reconstruir las fuerzas del orden, formando en septiembre la Guardia Popular Antifascista. El mando de las milicias populares valencianas recayó en el diputado comunista Uribes, que pronto pertrechó a unas columnas mejor que a otras. Hacia octubre de 1936, los comunistas ya controlaban el ejército de milicias, al menos los mandos y los puestos clave. 
Sin embargo, los libertarios prefirieron dedicarse a la economía, dejando de lado las cuestiones políticas. Buscaban un acuerdo global con la UGT para colectivizar la producción. La UGT en Levante, por su parte, estaba dominada por el sector Largo-caballerista, y en bastantes casos era partidaria de la colectivización. Esto se pudo ver claro en el campo, donde la Federación Nacional de Trabajadores de la Tierra, de la UGT, se lanzó a colectivizar la agricultura con la misma intensidad que la propia CNT. En 1937 llegó a haber 350 colectividades oficialmente registradas, pero el autor Frank Mintz calcula "503 colectivos como mínimo en la agricultura, que afectarían a 130.000 personas. En la industria la cifra mínima e hipotética es de 30.000."
Por su parte la FAI, tras la partida de las columnas al frente (a donde van los militantes más comprometidos), queda prácticamente inoperante. No es hasta el mes de septiembre cuando comienza su reconstrucción. Se hace ésta a través del grupo Los Iconoclastas, desde el Ateneo de Divulgación Anarquista de Valencia. También desde el grupo Nosotros se sacaría un diario con idéntico nombre. Sería la voz de la Columna de Hierro, que además tendría un diario propio, Línea de Fuego. En un principio la línea de la FAI y la de la Columna de Hierro sería la misma, favorable a la revolución social sin ambages. Sin embargo según pasaba la guerra, la FAI valenciana va poco a poco a ser partidaria de la colaboración antifascista y de las posturas que venía siguiendo la CNT. La Columna de Hierro se queda sola en su postura revolucionaria, lo que le lleva a muchos enfrentamientos dialécticos y orgánicos con las organizaciones libertarias. Desde entonces será un refugio para los intransigentes de la organización. 
En el pleno de la CNT de noviembre de 1936, la CNT da ya la cifra de 300.000 afiliados (y llegarán a medio millón en 1937). La UGT por su parte por las mismas fechas tiene ya 400.000. El poder de ambos sindicatos es inmenso y esto termina reflejándose en la creación de la Consejería de Economía del CEP. Fue la última victoria de los sindicalistas libertarios, puesto que a partir de entonces, llegaría el Gobierno central a Valencia huyendo del frente de Madrid, y éste será totalmente hostil a cualquier intento de autonomía económica. También yugularía la presencia del Gobierno la intentona de Estatuto de Autonomía que estaba tramitando el CEP. El CEP se auto-disolvería el 8 de enero de 1937. Además la UGT caería bajo cierta influencia de los comunistas, y comenzaría a boicotear la revolución. 
Pero el impulso colectivista tuvo uno sus principales desarrollos en el Consejo Levantino Unificado de Exportación de Agrios (conocido por sus iniciales, CLUEA). Sería una iniciativa para centralizar las exportaciones de naranjas al extranjero, que era la principal fuente de ingresos de Valencia. El CLUEA sería una obra conjunta de los sindicatos UGT y CNT. A partir de noviembre de 1937 con el reforzamiento del poder gubernamental pasó a manos de la Central de Exportación de Agrios. Aunque su labor fue muy discutida, parece que fue importante al menos por el volumen de naranja exportada, que se ha estimado en 700.000 toneladas que supusieron unos doscientos millones de pesetas en divisas.

## La batalla de Corbalán
Entre el 25 de diciembre de 1936 y la primera semana de enero de 1937 tuvo lugar una batalla para conquistar Teruel. Se trata del primer intento coordinado para tomar la ciudad y estaba llevada a cabo por el mando republicano en ese frente. También se la conocería como "Primera batalla de Teruel", pero también sería conocida como la "batalla de Corbalán". 
Aún no se podría calificar de "Ejército Popular" a las milicias que participaron en esta batalla porque el grueso de las tropas republicanas estaban formadas por las columnas milicianas que guarnecían el frente desde el verano del 36 y que no respondían a ningún tipo de organización militar. Las únicas unidades militarizadas que intervinieron fueron la XIII Brigada Internacional y la 22 Brigada Mixta (mandada por el comunista Galán), si bien dependiendo de la fuente a la que acudamos parece que tampoco estaban totalmente organizadas según las plantillas teóricas y lo único que hubo fueron Batallones sueltos de las mismas. 
El plan republicano sería parecido al que se llevaría a cabo en diciembre de 1937 (ver Batalla de Teruel), aunque en este punto hay de nuevo discrepancias entre autores. Según Salas Larrazábal, la idea era mucho más ambiciosa porque no solo se trataba de tomar Teruel sino de llevar la línea del frente hasta la zona de Monreal del Campo, Caminreal y Calamocha; allí se unirían la Columna del Rosal, las valencianas y la Macià-Companys. En cambio, para otros, como Valentín Solano, los ataques de la Del Rosal y de la Macià-Companys solo serían ataques de diversión para facilitar la conquista de Teruel. En cualquier caso, los planes preveían la participación de seis columnas más una agrupación de asalto: 
- Columna Del Rosal: atacaría Gea de Albarracín y marcharía hacia el Jiloca.
- Columna Macià-Companys: desde la zona de Vivel del Río se lanzaría hacia Calamocha.
- Columna Torres-Benedito: desde el sector de Corbalán intentaría entrar en Teruel por la zona del cementerio y la carretera de Alcañiz.
- Columna de Hierro: desde la zona de Puerto Escandón marcharía hacia Teruel siguiendo la carretera de Valencia.
- Columna Eixea: atacaría desde Villel siguiendo la carretera de Cuenca.
- Otra columna atacaría desde el sector de Celadas hacia Cella para unirse con la Columna Del Rosal.
- La XIII Brigada Internacional y la 22 Brigada Mixta (o partes de ella), novatas, formaban la agrupación de asalto que debía asegurar el "plus" de calidad.

Para el apoyo artillero llegaron al menos trece baterías de artillería (diez para Teruel, tres para la Macià-Companys), con asesores rusos (Voronov), una compañía de tanques, un grupo de aviones Breguets, otro de Nieuports, la escuadrilla de Malraux (en esta batalla se sitúan los sucesos de la película "Sierra de Teruel") y otra de I-16. 
Esta acumulación de tropas y material hacía suponer la consecución de los objetivos, dado que la inteligencia republicana estimaba en unos pocos miles de hombres la guarnición franquista y apenas contaban con aviación y artillería. Sin embargo, la ofensiva fue un desastre para los republicanos. Las operaciones empezaron el 25 de diciembre de manera lenta y sin ningún tipo de sincronización entre todas las columnas, las cuales además no supieron sacar partido de la supremacía aérea y artillera. 
Las columnas que debían marchar sobre Teruel se estampan en las líneas exteriores de la ciudad y solo toman algunas cotas no decisivas con alto coste tras varios días de combate. Los ataques de diversión, tardíos, fracasaron; la columna que tenía que tomar Celadas falla. La Macià-Companys apenas pasaron de sus líneas iniciales y la Del Rosal solo logró momentáneamente ocupar casi toda Gea (salvo el cuartel de la Guardia Civil); además no impiden la llegada de refuerzos a Teruel (tropas de la Brigada Móvil de Galera, que con el tiempo llegará a tener carácter casi de División). 
Así pues, se pone de manifiesto el esquema que será habitual casi siempre: la resistencia de pequeñas guarniciones pero disciplinadas y bien dirigidas se bastan para contener a tropas muy superiores en número o al menos aguantar sin pérdidas decisivas hasta la llegada de refuerzos que conjuren el peligro o incluso permitan explotar un posible éxito si se desfondan los republicanos. A partir del 30 de diciembre ya se hacen notar los refuerzos en las diversas áreas de combate y cambian las tornas: se pierde Gea de Albarracín, los de la Macià-Companys ya llevaban varios días a la defensiva y en torno a Teruel el combate se ha estancado y lentamente los franquistas recuperan las posiciones perdidas (cota 962, posiciones de Castralvo). Finalmente a lo largo de la primera semana de enero cesa el combate y el frente vuelve a la calma tensa previa. 
La principal consecuencia tras el fracaso de la ofensiva fue el decidido impulso de la "militarización" de las columnas de este sector y su conversión en Brigadas Mixtas (entre enero y marzo de 1937). Además supuso un golpe a la moral de las columnas participantes y se acentuaron las rencillas entre ellas: las comunistas echaban la culpa a las anarquistas y viceversa; las de Valencia se quejaban de la poca colaboración de las catalanas (éstas dependían técnicamente de la Generalidad de Cataluña), etc. Además de bajas sensibles (hubo bastantes oficiales muertos y heridos, entre estos Galán, jefe de la 22 BM) también hubo bastantes deserciones, aunque más a modo de trasvase entre las mismas columnas que al campo franquista.

## La militarización
La militarización de las columnas levantinas llegó en diciembre de 1936. Ya con la llegada de la 22.ª Brigada Mixta y la XIII Brigada Internacional al frente quedaba claro el destino de todo el frente. Desde las columnas comunistas no hubo ningún problema, ya que en principio estaban de acuerdo con la militarización. Así, la Eixea-Uribes quedó convertida en la 57 BM (batallones Uribes, Germanías y el Chola) y la 58 BM (el Pablo Iglesias y soldados), y la Peire (o Serrano) formaría parte de la 82 BM. 
La columna del Rosal en el frente de Albarracín (Teruel), quedaría convertida en la 42 División, con la brigadas 59 BM, (al mando de José Neira, con Sigrido Canut Martorell de comisario, de la CNT) 60 (al mando de Dionisio Fernández López) y 61 (al mando de Pedro Bernabé López). Fue la única división controlada por la CNT en este sector. El mando republicano rehusó crear otra división de la CNT como había hecho en Aragón con las columnas Durruti, Ascaso y Ortiz (divisiones 26, 28 y 25 respectivamente). 
Por tanto de la columna Torres-Benedito se formó la 81 BM; de la columna de Hierro la 83 BM; de la Temple y Rebeldía salieron dos batallones, uno para unirse a la 84 BM, y el otro fue añadido a la XIII Brigada Internacional, como "compensación". La Confederal nº2 también formaría parte de la 82 BM. En tanto a la CNT 13 durante la militarización resultó disuelta y en su lugar se formó el batallón Élite. La Columna Iberia probablemente fue utilizada para cubrir las bajas de las otras columnas. 
Hay que decir que el tema de la militarización suscitó una agria polémica en la CNT. Había partidarios y detractores. Entre los partidarios los delegados de las columnas de Madrid, y de las columnas Ortiz, Ascaso y parte de la Durruti, entre los detractores los de la Columna de Hierro, la Maroto, un sector de la Durruti y Tierra y Libertad. Para debatir esta cuestión se convocó un Pleno nacional de Columnas de la CNT el 5 de febrero de 1937 en Valencia. Este pleno estuvo convocado por las columnas Maroto, Temple y Rebeldía e Iberia. Los comités superiores de la CNT estaban ya a favor de la militarización y presionaron para que esta asamblea no se celebrase, considerándola ilegal. 
En este pleno se discutió la militarización y ganaron los partidarios a la misma, quedando solamente en contra los delegados de la Columna de Hierro, Tierra y Libertad (catalana en el frente de Madrid) y la columna Durruti (sector Gelsa-Velilla, estando el resto a favor de la militarización). 
La Columna de Hierro fue militarizada el 1 de abril de 1937, perdiendo en el proceso gran parte de sus efectivos.